# Giovanni Ernesto Ceirano

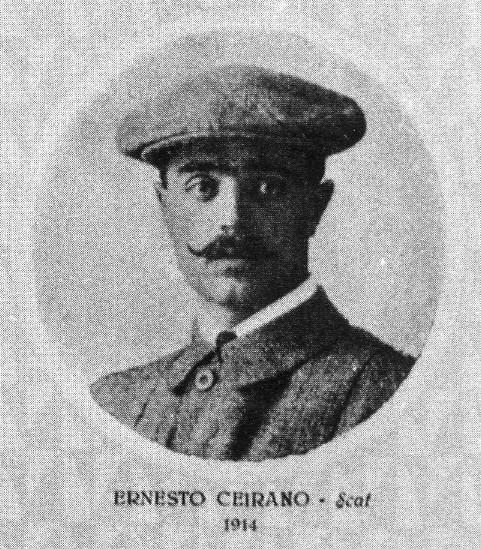
Victoire d'« Ernesto » à la Targa Florio 1914, toujours sur S.C.A.T.

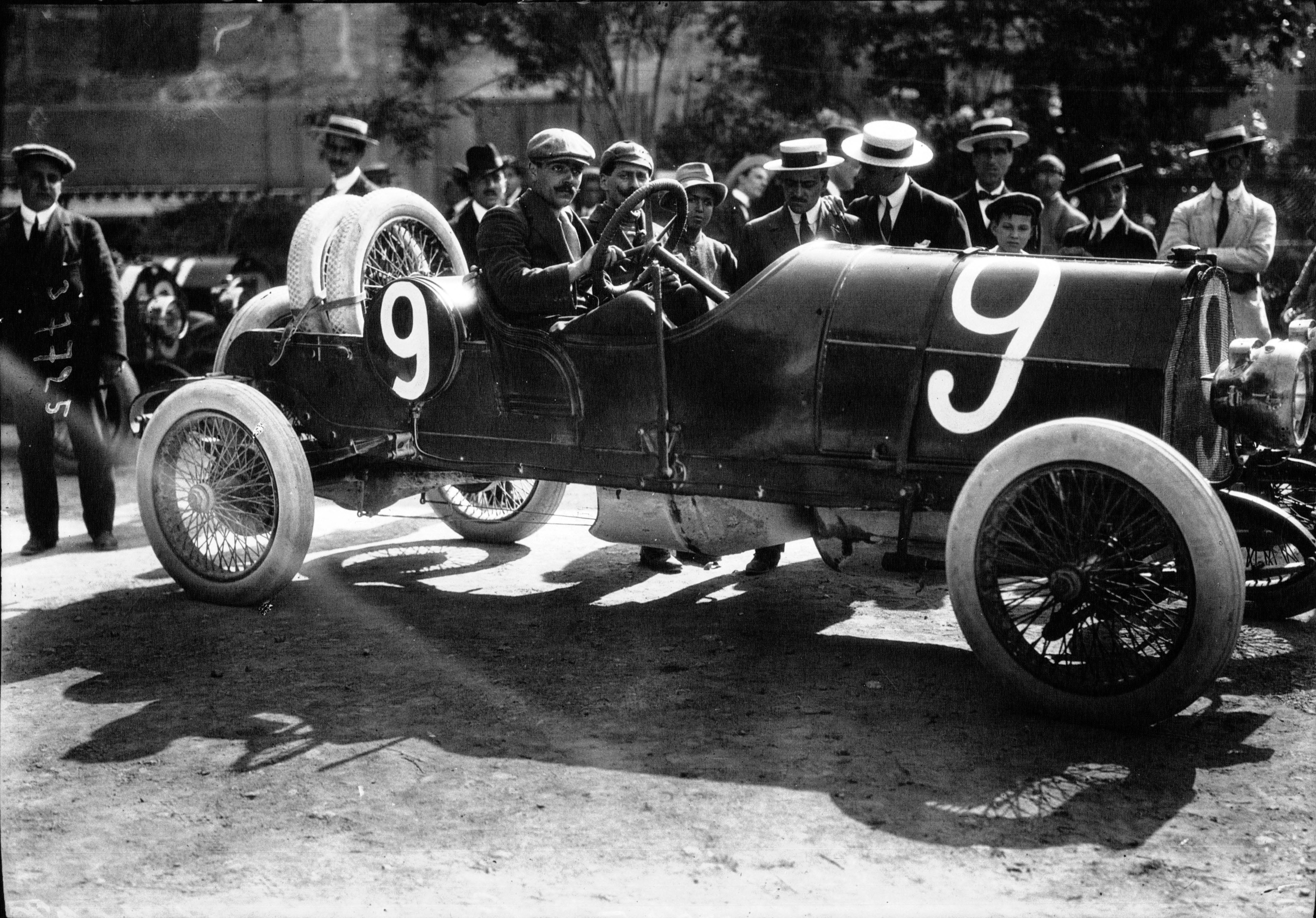
« Ernesto » sur SCAT à la Targa Florio 1913.

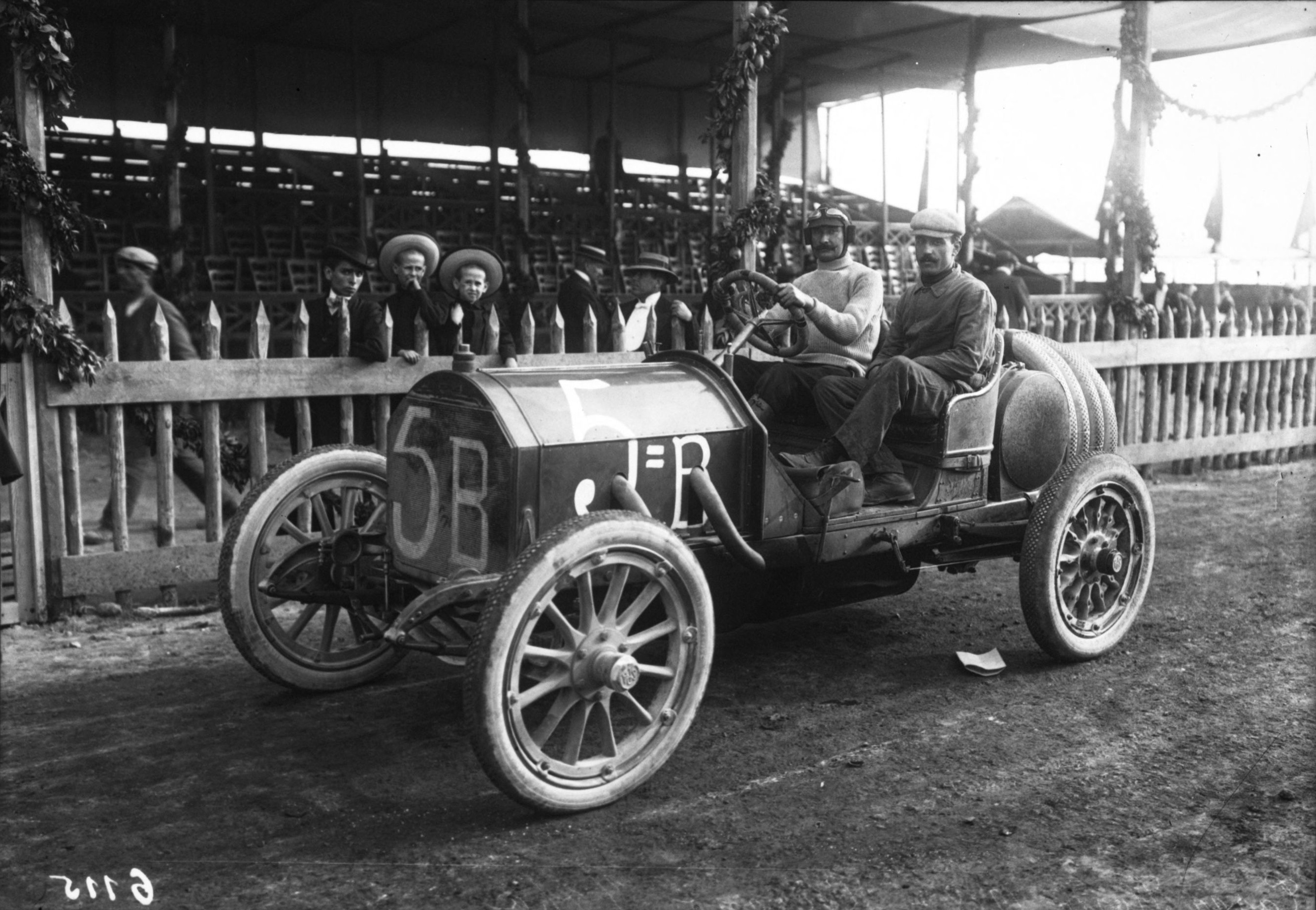
Ernesto Ceirano, onlcle de Giovanni, sur une S.P.A. en 1908, toujours à la Targa Florio (3e).

Giovanni "Ernesto" Ceirano, ou Giovanni Ceirano Jr., né en 1889 et décédé en 1956 à 67 ans, était un industriel et un pilote automobile italien.

## Biographie
Les quatre frères Ceirano, Giovanni Battista (né en 1860), Giovanni (né en 1865, le père de Giovanni Jr.), Matteo (né en 1870) et Ernesto (en) le benjamin (né en 1875, également pilote automobile) sont impliqués à des degrés divers dans la naissance de l'industrie automobile italienne.
L'aîné Giovanni Battista créa Welleyes bicycles en 1888, qui devient en fin d'année Ceirano GB & C avec le concours de Matteo, produisant ainsi une première voiture Welleyes dix ans plus tard en 1899, avant de vendre plans et brevets à Giovanni Agnelli, créateur de FIAT et de la première Fiat 3½ HP toujours en 1899. Alors un temps employé par FIAT, Giovanni Battista fonda en 1901 l'entreprise Fratelli Ceirano, qui devint la Società Torinese Automobili Rapid en 1903 (avec au catalogue la Rapid). L'oncle de Giovanni "Ernesto" cofonde ensuite Junior Fabbrica Automobili Torinese en 1905, la Società Ceirano Automobili Torino en 1906, la Fabbrica Automobili Ceirano en 1917. Avec la participation de Giovanni « Ernesto », la compagnie devient la Società Ceirano Automobili Torino (SCAT) en 1923. Il fut également copropriétaire de Aurea (la Fabrica Anonima Torinese Automobili, ou FATA), à laquelle participe aussi Giovanni "Ernesto". Matteo créa quant à lui Itala en 1904, puis en 1906 conjointement la SPA avec Michele Ansaldi.

## Palmarès
- Targa Florio en 1911 (à 22 ans) et 1914, sur SCAT (4,4 l de 22/32 HP en 1911 et 4,4 l 25/35 HP en 1914)
- Circuito Sardo-Cagliari en 1922, sur Ceirano CS2H